# Medalha de Mérito Turístico (Macau)
A Medalha de Mérito Turístico (em chinês:  旅遊功績勳章) é uma condecoração macaense, atribuída desde 2001 pelo governo da Região Administrativa Especial de Macau, em reconhecimento às contribuições significativas para o turismo da Região Administrativa Especial de Macau da República Popular da China.

## Lista de galardoados
| Ano  | Galardoados                                                                                 |
| ---- | ------------------------------------------------------------------------------------------- |
| 2001 | China Travel Service Investment (Holdings) Macau Ltd.                                       |
| 2002 | Wong Yeuk Lai Alan                                                                          |
| 2002 | Maria Manuela Ribeiro de Sales da Silva Ferreira                                            |
| 2003 | Chan Chak Mo                                                                                |
| 2003 | Vong Hong Heng (João Fat Siu Lau)                                                           |
| 2004 | Fundação da Deusa A-Má de Macau                                                             |
| 2004 | Grupo de dança do Dragão Embriagado da Associação dos Comerciantes de Peixe Fresco de Macau |
| 2005 | Andrew Walter Stow                                                                          |
| 2006 | David Chow                                                                                  |
| 2006 | Leong Chan Kuong                                                                            |
| 2006 | Kwan Yany Yan Chi                                                                           |
| 2006 | Centro de Convenções e Entretenimento da Torre de Macau                                     |
| 2007 | Adriano das Neves                                                                           |
| 2007 | Wong Kam Chun                                                                               |
| 2008 | Lei Sok Ieng                                                                                |
| 2008 | Instituto de Formação Turística                                                             |
| 2009 | Leong Chong In                                                                              |
| 2009 | Shun Tak China Travel — Companhia de Gestão de Embarcações (Macau), Limitada                |
| 2010 | João Manuel Costa Antunes                                                                   |
| 2010 | Kou Pui Kei                                                                                 |
| 2011 | Alan Reginald John Ho                                                                       |
| 2011 | Wu Keng Kuong                                                                               |
| 2012 | Lui Yiu Tung Francis                                                                        |
| 2012 | Solmar Limitada                                                                             |
| 2013 | Comissão Organizadora do Grande Prémio de Macau                                             |
| 2013 | António José Neves da Conceição Coelho                                                      |
| 2014 | Air Macau                                                                                   |
| 2014 | Hoi Man Pak                                                                                 |
| 2014 | Lao Nga Fong                                                                                |
| 2014 | Companhia de Administração de Empresa FB (Future Bright) Grupo Limitada                     |
| 2015 | CAM — Sociedade do Aeroporto Internacional de Macau S.A.R.L.                                |
| 2015 | Restaurante The Plaza                                                                       |
| 2015 | Restaurante Federal                                                                         |
| 2015 | O Hoi Fan                                                                                   |
| 2016 | Maria Helena de Senna Fernandes                                                             |
| 2016 | Lou Chi Seng Moisés Francisco Xavier                                                        |
| 2017 | Lawrence Ho Yau Lung                                                                        |
| 2017 | Luís Lui                                                                                    |
| 2017 | Lam Chan Kuok                                                                               |
| 2018 | Restaurante Sai Nam                                                                         |
| 2018 | Restaurante Cantonense Kapok, Limitada                                                      |
| 2019 | Ho Pansy Catilina Chiu King                                                                 |
| 2020 | Associação das Agências de Turismo de Macau                                                 |
| 2020 | Associação das Agências de Viagens de Macau                                                 |
| 2020 | Associação de Indústria Turística de Macau                                                  |